# 黃英琦
黃英琦，JP（1959年8月16日—），在香港出生長大，祖籍廣東省台山，黃是香港執業律師，曾為市政局民選議員、灣仔區議員及灣仔區議會主席。

## 背景
黃英琦在1965年畢業於聖保羅堂提多幼稚園（現名聖保羅堂幼稚園），1972年畢業於聖保羅男女中學附屬小學上午校，同屆畢業同學尚有結他手包以正），此前於1968年就讀小二年級時參加校際朗誦節女童組英詩朗誦項目。她後來入讀聖保羅男女中學，畢業後分別入讀美國波莫納學院及香港大學。2001年獲政府委任為非官守太平紳士。黃英琦曾是西九龍民間評審聯席的核心成員。也是香港當代文化中心的創辦人和主席。該組織現為香港兆基創意書院的辦學團體，為推動創意教育和培育具創意人才出力。在擔任區議會主席期間，黃英琦在社區推動民主理念和公民參與，倡議可持續發展的灣仔、提升社區文化藝術、營造優質公共空間，及促進社區文化和歷史的研究。在公職方面，黃英琦曾為香港演藝學院校董，現為香港樹仁大學的校董。也曾是香港設計中心董事會成員和多個非牟利演藝團體的主席，包括新世紀青年管弦樂團及香港兒童音樂劇團。黃英琦曾在網路電台伙拍另一位區議員金佩瑋主持節目《文化起動》，現為香港電台第三台 "BackChat" 的節目主持之一。黃英琦曾與吳志森主持香港電台第一台《自由風自由Phone》，港台節目調動後，與吳志森繼續開咪，在網台主持新自由Phone。
政黨方面，過往她曾經是自由黨的成員。此外，她在2012年成立「Good Lab好單位」，為社會創新智庫及顧問，致力社會的跨界創新與合作。自2016年，黃英琦以教育燃新董事的身分，設計了《賽馬會教師社工創新力量》的創新教師計劃。

## 家庭
黃英琦的祖父為香港企業家黃笏南，父親為黃乾亨，弟弟為守護香港大聯盟召集人及立法會議員黃英豪。其夫為前衞生福利司、工商司、文康廣播司、文康廣播局局長、工商局局長周德熙。

## 註腳
1. ↑  . 華僑日報: 20. 1968-04-01  [2023-12-31].
2. ↑  . 華僑日報. 1965-07-25: 13  [2022-03-26]. （原始内容存档于2022-03-26）.
3. 1 2  . 華僑日報. 1973-01-23: 13  [2022-03-02]. （原始内容存档于2022-03-02）.
4. ↑  . 華僑日報. 1968-03-19: 13  [2024-01-01].
5. ↑  新自由Phone網址 http://www.openline.org.hk （页面存档备份，存于）
6. ↑  . 東方日報. 2015-08-01  [2021-11-02]. （原始内容存档于2021-11-03）.